# Lorenzo Martínez
Lorenzo Martínez (fl. XX secolo) è stato un arbitro di calcio argentino, internazionale negli anni 1920.

## Carriera
Arbitrò, nel 1926, in entrambe le competizioni di quell'anno: la Copa Campeonato della Asociación Argentina de Football e la Primera División della Asociación Amateurs de Football. Nella prima di queste debuttò il 9 maggio, arbitrando Universal-General San Martín; nella seconda diresse per la prima volta alla 2ª giornata, il 25 aprile, durante Defensores de Belgrano-Barracas Central. Il 18 luglio 1926 si verificò un avvenimento insolito: durante la partita tra Liberal Argentino ed Estudiantes Buenos Aires Martínez fischiò un fallo a José Maiorano del Liberal Argentino; il giocatore protestò vivacemente e l'arbitro lo aggredì, prendendolo a pugni. Nel campionato 1927 esordì dirigendo Sportivo Palermo-Argentino de Quilmes il 20 marzo, giorno della 1ª giornata. Nella Primera División 1928 fu impiegato per la prima volta 17ª giornata, nell'incontro tra Argentino de Banfield e Porteño del 23 settembre. Nel Concurso Estímulo 1929 scese in campo alla 2ª giornata, l'11 agosto, in occasione di Banfield-Colegiales, per il gruppo "Dispari". Nel corso della Primera División 1930 non fu impiegato. Prese parte, poi, alla Primera División 1931, la prima edizione professionistica del campionato argentino, organizzata dalla Liga Argentina de Football. In tale competizione diresse per la prima volta il 31 maggio 1931, al 1º turno, arbitrando Lanús-Gimnasia La Plata; al termine del campionato contò 13 presenze. Nel 1928 fu chiamato a dirigere durante Amsterdam 1928: arbitrò Lussemburgo-Belgio. Continuò l'attività a livello nazionale almeno fino al 1935.